# Ebolowa
Ebolowa es la capital de la Región del Sur en Camerún. Su población es de 79 000 habitantes (estimación 2001). Es una ciudad colonial y se destaca como centro agrícola.

## Descripción general

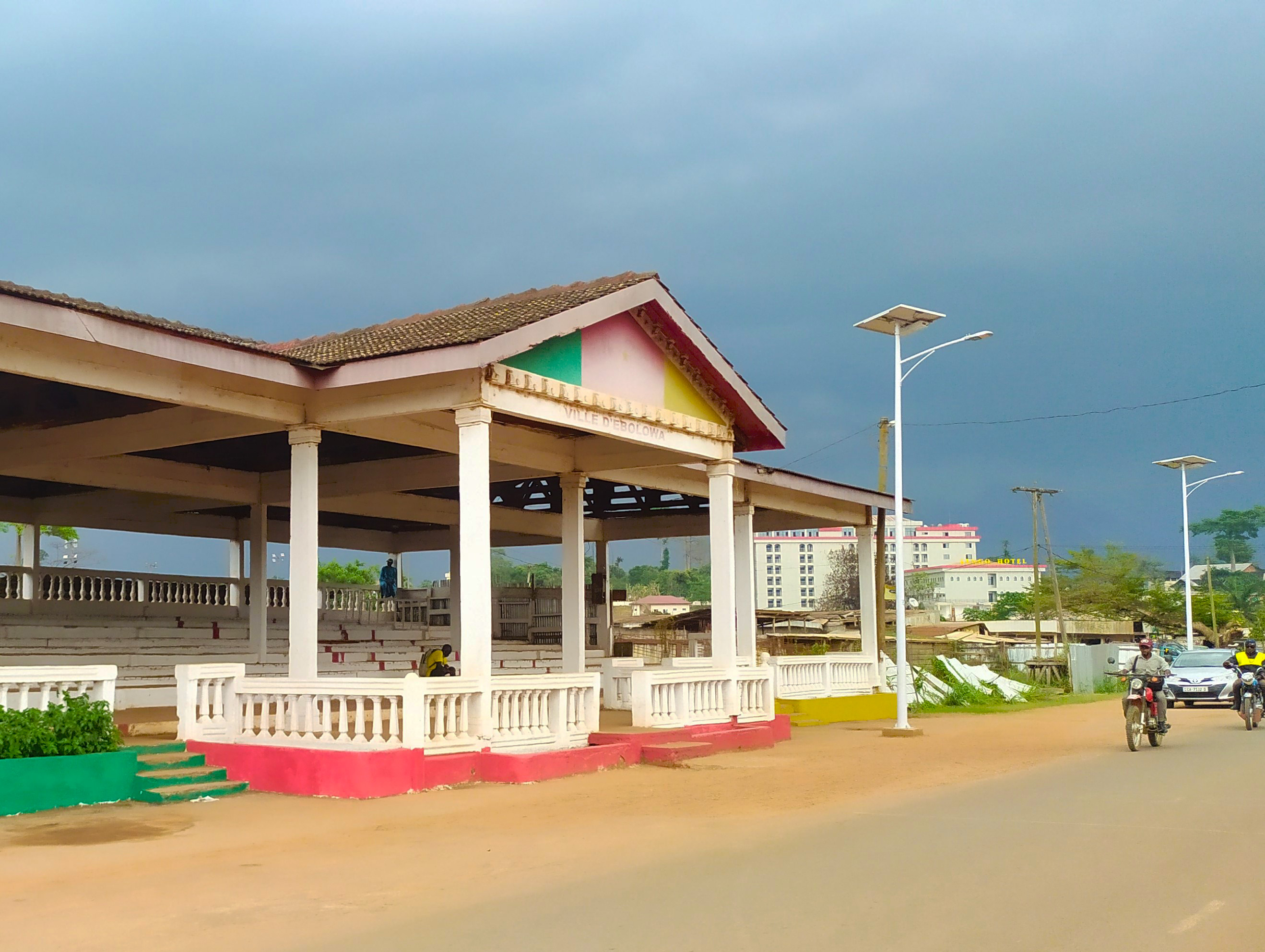
Place des fêtes d'Ebolowa

El cultivo principal es el cacao. También es sede de un número importante de servicios administrativos siendo la capital de la Región del Sur y de la división Mvila. Ebolowa se encuentra en 2°55′N 11°9′E / 2.917, 11.150.
Hay carreteras asfaltadas que conectan Ebolowa a Mbalmayo y Ambam Y una pista de tierra que conecta con Sagmelima. Se está llevando a cabo actualmente la construcción de una carretera asfaltada para conectar con esta última ciudad.

## Accidente
El domingo 6 de mayo de 2007, tras la búsqueda de los restos del Vuelo 597 de Kenya Airways se los encontró en un área de Ebolowa. Este vuelo iba en ruta desde Abiyán (Costa de Marfil) hasta Nairobi (Kenia).